# 台灣土雞
台灣土雞，是台灣有無原生種雞，並無文獻或資料可查詢。
但可確認的事實是，南島民族的家禽是一直跟隨著原住民族所遷移的，古南島民族由南亞南移至太平洋島嶼，並定居於台灣已有好幾千年的歷史。所以在台灣的雞種，可追溯至南亞，東南亞，島民族，漢民族與荷蘭、日本，或多或少的移植當地的品種至台灣。所謂的台灣土雞應是華南雞種、日本雞及其它雞種引進至台灣配種後慢慢形成。近百年來台灣土雞已形成本身的特色，其外觀至少必須有黑腳、單冠、黑喙之特徵。